# Wolf Schluchter
Wolfgang „Wolf“ Schluchter (* 22. Februar 1944 in Stuttgart; † 14. Mai 2018 in Ebertsheim) war ein deutscher Sozialwissenschaftler. Von 1994 bis 2012 hatte er den Lehrstuhl für Sozialwissenschaftliche Umweltfragen an der Brandenburgischen Technischen Universität Cottbus inne.

## Leben und Werk
Nach Abschluss der Hauptschule absolvierte Wolf Schluchter eine Lehre zum Mechaniker in einem Stahlwerk in der Nähe von Stuttgart. Das Abitur legte er an einer Abendschule ab und nahm anschließend ein Studium der Volkswirtschaftslehre und Soziologie an der Universität Heidelberg auf. Nach Abschluss des Studiums wurde er mit der Arbeit Familie in der Zeit des Nationalsozialismus promoviert. Danach arbeitete er im Kernforschungszentrum Karlsruhe und in den Kernkraftwerken Obrigheim, Gundremmingen A sowie kurzzeitig in Würgassen.
Nachdem er 1976 seine Stelle in Würgassen gekündigt hatte, wechselte er an das Battelle-Institut in Frankfurt am Main. Dort wurde er aufgrund seiner Kenntnisse in Reaktortechnik mit einem Projekt betraut, bei dem in einem 1:1-Nachbau eines Kernreaktors, der nicht durch Kernspaltung, sondern mit elektrischen Heizelementen erhitzt wird, erforscht werden soll, wie sich Kernkraftwerke im Störfall verhalten und wie man mögliche Unfälle verhindern kann. Unter dem Eindruck des Störfalls in Gundremmingen am 13. Januar 1977, bei dem die Donau stark radioaktiv kontaminiert wurde, veröffentlichte Schluchter seine Schrift Polizei und Wissenschaft, vereint gegen Bürgerinitiativen, die im Juli desselben Jahres erschien. Infolge dieser Publikation wurde er fristlos aus dem Institut entlassen, des Hochverrats angeklagt, aber nicht verurteilt, und mit einem Berufsverbot belegt. Außerdem durchsuchte die amerikanische Militärpolizei seine Wohnung und beschlagnahmte seine wissenschaftlichen Manuskripte.
Schluchter schloss sich nach seiner Entlassung der Anti-Atomkraft-Bewegung an. Er wurde Gründungsmitglied der Grünen, nahm an Demonstrationen, wie dem Gorleben-Treck 1979 und der Schlacht um Brokdorf teil. Im Jahre 1983 wurde das Berufsverbot aufgehoben. Noch am gleichen Tag bekam er eine Stelle an der Freien Universität Berlin, zunächst als wissenschaftlicher Mitarbeiter. Bereits ein Jahr später wurde er zum Professor an derselben Hochschule berufen. In der Folge reiste er in die DDR und bekam an der Humboldt-Universität zu Berlin eine Gastprofessur. Er war damit der erste westdeutsche Hochschullehrer in der DDR.
In der DDR existierten aufgrund mangelnder Meinungsfreiheit nur eingeschränkte Möglichkeiten, seine Meinung zu der Katastrophe von Tschernobyl auszudrücken. Dennoch war Schluchter an der Gründung der ersten Umwelt-Bibliothek in der DDR beteiligt. Nach der Wende behielt er zunächst seine Anstellung an der HU Berlin, bis er 1994 einen Ruf auf den Lehrstuhl für Sozialwissenschaftliche Umweltfragen an der Brandenburgischen Technischen Universität (BTU) Cottbus erhielt. Es handelt sich dabei um den bis heute weltweit einzigen Lehrstuhl mit dieser Bezeichnung. Außerdem leitete Schluchter das 1999 gegründete Humanökologische Zentrum Cottbus. Im Jahr 2000 startete er das Projekt En-O-Trak, das es Landwirten ermöglicht, ihre Traktoren in Stillstandszeiten in Blockheizkraftwerke umzufunktionieren und damit Strom zu erzeugen.
Im Februar 2008 unternahm er eine Forschungsreise nach Islamabad (Pakistan), wo man ihm den Ehrenprofessortitel verlieh. Der Akademische Senat der BTU wählte Schluchter am 26. Februar 2009 zu seinem Vorsitzenden. Er bekleidete dieses Amt bis zum 10. Februar 2011.
Am 8. Juli 2010 wurde der BTU Cottbus als erster Hochschule Deutschlands das Umweltmanagementzertifikat EMAS verliehen, wofür er als Umweltbeauftragter entscheidenden Anteil hatte. Kurze Zeit später brachte er seinen Kriminalroman Die unheimliche Logik des Halma heraus.
Zeitgleich nahm er an den Protesten gegen Stuttgart 21 und gegen den Castortransport nach Gorleben im November 2010 teil.
Am 5. April 2011 organisierte er eine Online-Petition mit dem Titel Wissenschaft für Atomausstieg, die am 30. April 2011 bei Bundeskanzlerin Angela Merkel eingereicht wurde.
Zum 29. Februar 2012 wurde Professor Schluchter emeritiert und arbeitete danach an seinem Triplex-Konzept zur Partizipation von Bürgern in Planungsvorhaben.
Wolf Schluchter starb im Mai 2018 im Alter von 74 Jahren.

## Auszeichnungen
- Ehrenprofessor an der Universität Islamabad

## Publikationen (Auswahl)
- Lothar Knopp und Wolfgang Schluchter: Sterbehilfe – Tabuthema im Wandel? Springer, Berlin 2004, ISBN 978-3-540-22238-5.
- Wolf Schluchter u. a.: Die Krise als Chance. Deutscher Buchverlag, Oldenburg 2010, ISBN 978-3-86622-031-7.

### Belletristik
- Die unheimliche Logik des Halma. Kriminalroman. Deutscher Buchverlag, Oldenburg / Stuttgart 2010, ISBN 978-3-86622-101-7.
- Die unheilige Strahlkraft des Gral. Kriminalroman. Deutscher Buchverlag, Oldenburg / Stuttgart 2015, ISBN 978-3-86622-103-1.